# Birdbrook
Birdbrook är en by och en civil parish i Braintree i Essex i England. Orten har 369 invånare (2001). Den har en kyrka.